# 吉布森 (北卡羅萊納州)
吉布森（英語：Gibson）是一個位於美國北卡羅萊納州蘇格蘭縣的城鎮。

## 人口
根據2020年美國人口普查的數據，吉布森的面積為2.53平方千米，皆為陸地。當地共有人口449人，而人口密度為每平方千米177人。